# Atrincheramiento (finanzas)

## Atrincheramiento
Atrincheramiento o entrenchement es uno de los comportamientos oportunista de los directivos.

## Definición
El atrincheramiento se da cuando se trata de alinear los intereses entre principal y agente mediante el aumento de la participación directiva en el capital, podemos encontrarnos con que la situación se vuelve en contra de los intereses de la propiedad, si llegan a poseer una participación excesiva. En efecto, ese mayor nivel de propiedad confiere a los directivos el control de la empresa y vía libre para maximizar su función utilidad.